# Figówka maskowa
Figówka maskowa (Cyclopsitta melanogenia) – gatunek małego ptaka z rodziny papug wschodnich (Psittaculidae). Zamieszkuje Nową Gwineę i Wyspy Aru. Nie jest zagrożony wyginięciem.

## Występowanie
Figówka maskowa występuje w południowej części Nowej Gwinei i na Wyspach Aru. Jej naturalnym środowiskiem są subtropikalne lub tropikalne wilgotne lasy nizinne. Występuje do 1100 m n.p.m.

## Systematyka
Gatunek ten opisał w 1866 roku Hermann von Rosenberg, nadając mu nazwę Psittacula melanogenia. Jako miejsce typowe wskazał Wyspy Aru. Obecnie figówka maskowa zaliczana jest do rodzaju Cyclopsitta. Niekiedy łączona jest w jeden gatunek z figówką czarnolicą (Cyclopsitta gulielmitertii).
Międzynarodowy Komitet Ornitologiczny (IOC) wyróżnia trzy podgatunki Cyclopsitta melanogenia:
- C. m. melanogenia (H.K.B. Rosenberg, 1866) – Wyspy Aru (na południowy zachód od Nowej Gwinei)
- C. m. suavissima P.L. Sclater, 1876 – południowo-środkowa Nowa Gwinea i południowy dział wodny południowo-wschodniej Nowej Gwinei
- C. m. fuscifrons (Salvadori, 1876) – południowa Nowa Gwinea

## Status zagrożenia
W Czerwonej księdze gatunków zagrożonych Międzynarodowej Unii Ochrony Przyrody (IUCN) gatunek został zaliczony do kategorii LC (ang. Least Concern – najmniejszej troski) ze względu na jego duży zasięg i prawdopodobnie stabilny trend populacji. Liczebność populacji nie została oszacowana, ale ptak ten opisywany jest jako pospolity.